# Довжок (Чернівецький район)
Довжок — село в Україні, в Новоселицькій міській громаді Чернівецького району Чернівецької області.

## Географія
Понад селом протікає річка Орунда, права притока Черлени. Неподалік на околиці Довжока проходить автошлях національного значення Н03 Житомир — Чернівці.

### Клімат
Довжок знаходяться в межах вологого континентального клімату із теплим літом, тут весна настає на 2 тижні раніше.

## Історія
Мешканці села зазнали каральної акції операції «Захід».
З 24 серпня 1991 року село входить до складу незалежної України.
У 2015 році шляхом об'єднання сільських рад, село увійшло до складу Новоселицької міської громади, до цього органом місцевого самоврядування була Довжоцька сільська рада (Новоселицький район).
19 липня 2020 року, в результаті адміністративно-територіальної реформи та ліквідації Новоселицького району, село увійшло до складу Чернівецького району.

## Інфраструктура
В селі Довжок є загальноосвітня школа І-ІІІ ступенів та заклад дитячої (дошкільної) освіти.
В селі існує релігійна громада — євангельські християни-баптисти, які проводять щонеділі Богослужіння в Домі Молитви.

## Населення
Згідно з переписом УРСР 1989 року чисельність наявного населення села становила 1094 особи, з яких 483 чоловіки та 611 жінок.
За переписом населення України 2001 року в селі мешкало 1017 осіб.

### Мова
Розподіл населення за рідною мовою за даними перепису 2001 року:
| Мова       | Відсоток |
| ---------- | -------- |
| українська | 95,99 %  |
| румунська  | 2,45 %   |
| російська  | 1,47 %   |
| білоруська | 0,10 %   |

## Відомі люди
- Крокос Василь Петрович (1864 р.н.) — син священика села Довжок Хотинського повіту, Петра Дмитровича Крокоса (1820 р.н.) та Марії Феодосіївни (1823 р.н.). Закінчив Кишинівську духовну семінарію. 27 серпня 1889 року, єпископом Акерманських Аркадієм висвячений на священика до Різдво-Богородичної церкви села Цахноуци 3-го округу Оргеївського повіту[38]. 25 серпня 1897 року переміщений до церкви Успіння Пресвятої Богородиці села Василівка 5-го округу Хотинського повіту. 31 грудня 1903 року переміщений до Іоанно-Богословської церкви села Клокушна, того ж повіту. Там він прослужив до 1919 року. У 1898 році за старанну єпархіальну службу нагороджений набедреником. За визначенням Кишинівської єпархіальної училищної ради від 8 січня 1903 року, 1 лютого того ж року, «за ревне ставлення до виконання обов'язків завідувачів і законовчителів церковних шкіл» йому оголошена подяка.

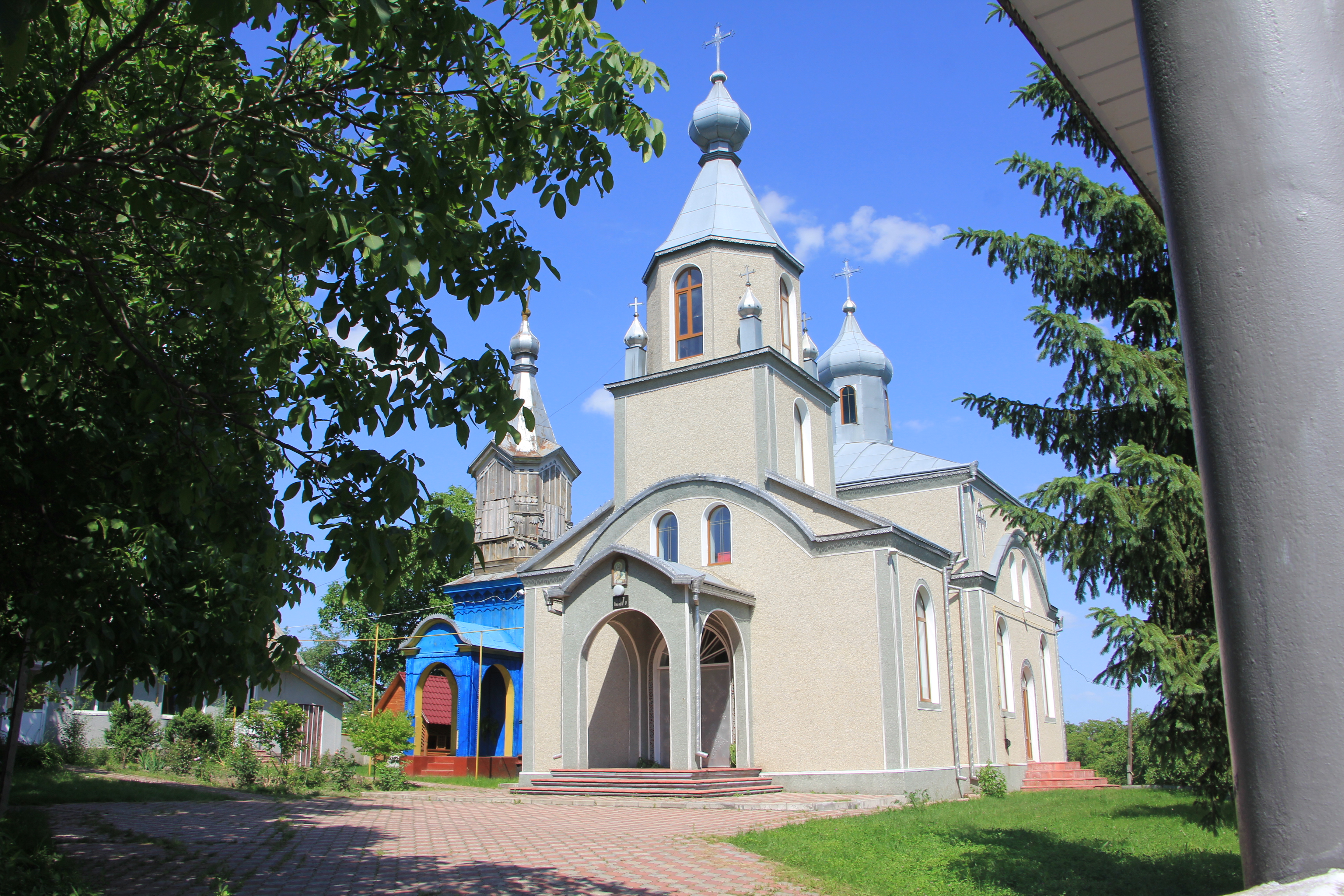
Церква Св. Івана Богослова 1891 с. Довжок
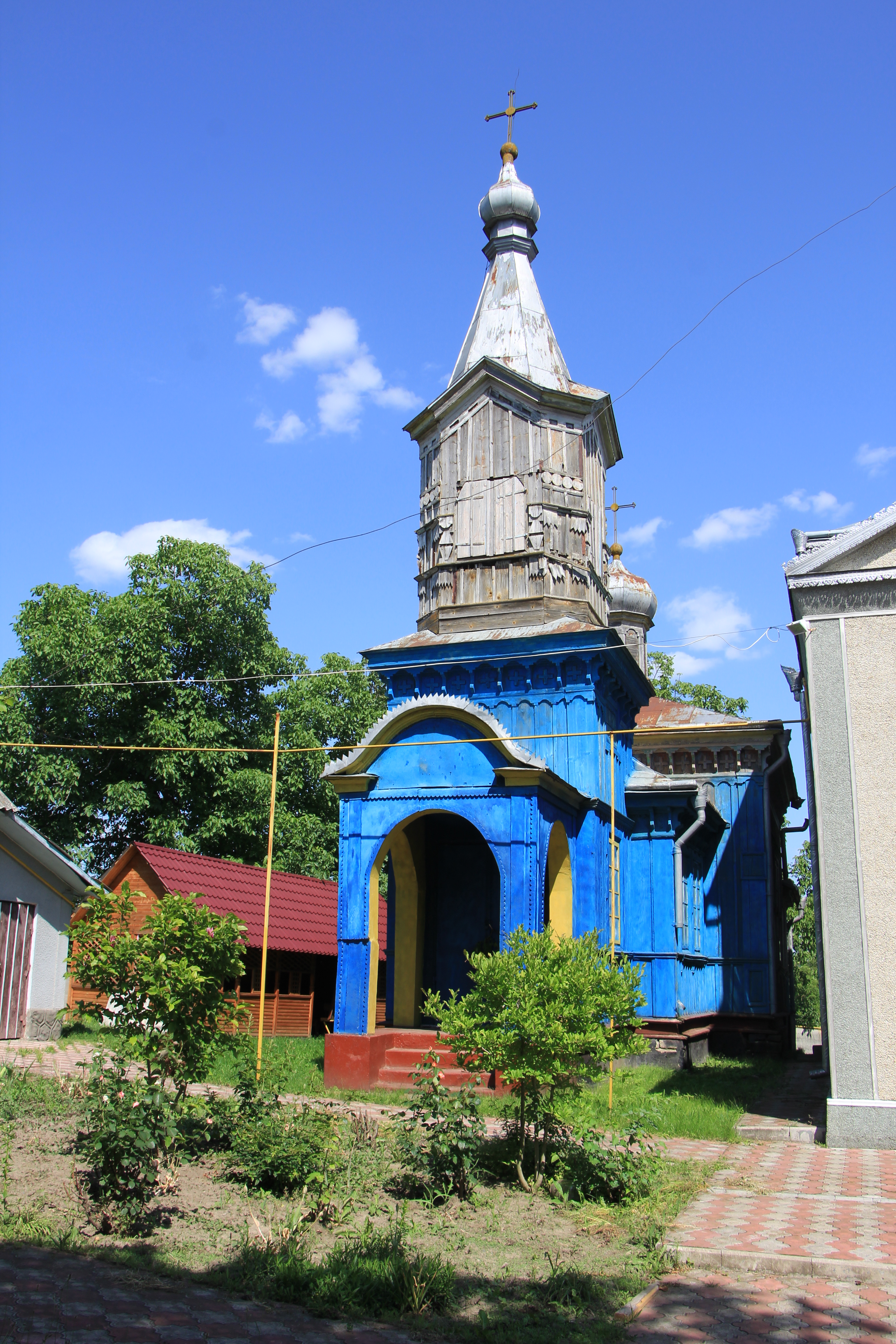
Церква Св. Івана Богослова 1891 с. Довжок